# 哈因·艾哈邁德帕夏
哈因·艾哈邁德帕夏（土耳其語：Hain Ahmed Pasha；？—1524年），奧斯曼帝國政治家，在1523年被任命為埃及省第四任總督。
他是格魯吉亞人，曾入讀恩德倫學校。
他因不滿蘇里曼大帝任命帕尔加勒·易卜拉欣帕夏為大維齊爾，他宣布自己為埃及蘇丹和獨立於奧斯曼帝國。他鑄造錢幣與鑄上他自己的臉和姓名，以合法化自己的權力，在1524年1月於開羅城堡抓獲奧斯曼當地駐軍，然而，他兩位前埃米爾企圖在他洗澡暗殺他，他沒被殺他逃出開羅，但最終版奧斯曼平叛軍抓獲處決。
他去世後，他的對手易卜拉欣帕夏來到了埃及，並改革了省軍區和民政管理。
而他的綽號哈因，在土耳其語解作叛徒。